# 29837 Севідж
29837 Севідж (29837 Savage) — астероїд головного поясу, відкритий 21 березня 1999 року.
Тіссеранів параметр щодо Юпітера — 3,219.
Названо на честь американського математика і статистика Леонарда Джиммі Севіджа англ. Leonard Jimmie Savage, (1917-1971).